# Gretta Duisenberg
Gretta Duisenberg-Nieuwenhuizen (Heerenveen, 6 november 1942) is een Nederlands politiek activiste. Tussen 2002 en 2016 was zij voorzitter van de stichting Stop de Bezetting. Zij is de weduwe van Wim Duisenberg.

## Levensloop
Duisenberg is geboren als Greetje Nieuwenhuizen in een gereformeerd gezin in Heerenveen, waar haar vader politieman was. Het gezin verhuisde naar Haarlem, waar Gretta opgroeide als lid van de vrijgemaakt-Gereformeerde Kerken. Ze deed in dit orthodox-gereformeerde kerkgenootschap ook belijdenis, maar brak in de jaren zestig met deze religieuze achtergrond. Ze begon een loopbaan als verpleegkundige en was van 1967 tot 1975 getrouwd met de internist Frits Bédier de Prairie. Ze kregen drie kinderen. In die periode is ze de naam Gretta gaan voeren.
Na haar scheiding bleef ze de naam van haar ex-echtgenoot dragen en ging door het leven als Gretta Bédier de Prairie. In die periode werd zij politiek actiever. Aan het einde van de jaren zeventig raakte ze betrokken bij het Transnational Institute (TNI), een organisatie die voor de derde wereld wil opkomen en die kritisch is tegenover de mondialisering. Deze organisatie had zich bijvoorbeeld ontfermd over de Amerikaanse CIA-dissident Philip Agee, die bepaalde 'CIA-praktijken' onthulde. Ze was aanwezig bij diens huwelijk. In deze jaren was zij lid van de PSP. Later werd ze lid van de SP.
Aan het begin van de jaren tachtig had zij korte tijd een relatie met de toenmalige Nederlandse minister van Defensie Hans van Mierlo. Via hem leerde ze Wim Duisenberg (toevallig ook geboren in Heerenveen, 7 jaar eerder) kennen. In 1987 trouwde Nieuwenhuizen met Wim Duisenberg, destijds president van de Nederlandsche Bank en vanaf 1998 president van de Europese Centrale Bank. In 2005 overleed hij in zijn vakantiehuis in Frankrijk.

## Actief voor de Palestijnse kwestie
Duisenberg is zich vanaf 2002 actief gaan inzetten voor de Palestijnen, nadat Ariel Sharon met 800 soldaten naar de Tempelberg in Oost-Jeruzalem kwam, waarna de Tweede Intifada uitbrak. De landelijke media hebben hierover met enige regelmaat bericht, vanwege het soms controversiële karakter van haar uitspraken. De Anne Frank Stichting heeft Duisenberg beschuldigd van antisemitisme.

### Palestijnse vlag (2002)
Op 13 april 2002 nam Gretta Duisenberg deel aan een protestdemonstratie in Amsterdam naar aanleiding van de Operatie Beschermend Schild – een actie van het Israëlische leger, dat daarbij verschillende steden op de Westelijke Jordaanoever was binnengevallen. Bij deze operatie kwamen 30 Israëlische militairen en tussen de 240 en 497 Palestijnen om het leven. De Palestijnse vlag die ze bij die demonstratie met zich meevoerde, hing zij in de daarop volgende weken uit protest aan haar balkon in Amsterdam.
Na twee weken besteedden verschillende Nederlandse media aandacht aan het feit dat de president van de Europese Centrale Bank een Palestijnse vlag aan het balkon van zijn huis had hangen, waarop internationale media het bericht overnamen. Gretta Duisenberg werd in korte tijd de bekendste Nederlandse actievoerder voor de Palestijnse zaak. In een telefoongesprek met haar Joodse buurvrouw Rosa van der Wieken, die zich stoorde aan de aanwezigheid van de vlag, zou ze hebben gezegd dat het "de puissant rijke joden in Amerika zijn die Israël in stand houden, waardoor ze in Israël de Palestijnen kunnen onderdrukken". Herman Loonstein diende een strafklacht in, omdat deze uitspraak aan het antisemitische beeld van 'de rijke Jood' zou appelleren. Duisenberg zelf zei, dat ze had gedoeld op "de rijke Joodse lobby in Amerika".
De vlag werd na een aantal weken door Gretta Duisenberg van het balkon verwijderd. In de zomer van 2002 maakte ze een promotionele rondreis door Nederland, waarbij de vlag aan diverse gevels hing.
In december 2002 kwam journalist en programmamaker Willibrord Frequin langs en gooide ‘als ludieke actie’ een enorme grote Israëlische vlag over hun huis en werd gearresteerd.

### Stop de Bezetting (2002)
Een initiatiefgroep nam in de zomer van 2002 het initiatief tot de oprichting van de actiegroep Stop de Bezetting. Zij werd hiervan voorzitter. De groep organiseerde in september 2002 een handtekeningenactie tegen de Israëlische bezetting van de in 1967 bezette Palestijnse gebieden. Toen aan Gretta Duisenberg werd gemeld dat er 6.000 handtekeningen per e-mail waren binnengekomen, vroeg radiojournaliste Hettie Lubberding (AVRO) op hoeveel handtekeningen Duisenberg hoopte. Zij antwoordde lachend: "Even kijken, zes miljoen". Dit was voor de advocaten Bram Moszkowicz en Herman Loonstein aanleiding in oktober een aangifte tegen haar in te dienen. Zij stelden dat het antwoord "zes miljoen" beschouwd moest worden als een onsmakelijke toespeling op het aantal slachtoffers van de Holocaust. Gretta Duisenberg ontkende echter iedere relatie van het genoemde getal met de Holocaust en hield vol dat ze zes miljoen puur als veelvoud van de 6.000 verzamelde handtekeningen genoemd had, waarover zij vlak daarvoor bericht had gekregen. In zijn antwoord op de aangifte stelde officier van justitie Paul Velleman, dat er geen aanleiding was tot vervolging over te gaan, omdat Duisenberg niet had "aangezet tot discriminatie of haat". In dezelfde brief noemde hij de uitspraak echter wel krenkend en kwetsend voor Joden.

### Bezoek aan de Palestijnse gebieden (2003)
Een voorgenomen bezoek van Duisenberg aan Israël en de sinds de Zesdaagse Oorlog bezette gebieden, waarvoor zij door United Civilians for Peace (UCP) was uitgenodigd, werd in november 2002 afgelast.
In januari 2003 ging de reis alsnog door, nu privé, hierbij werd ze vergezeld door Anja Meulenbelt (Eerste Kamerlid namens de SP), Hans de Boer (SP-lid) en Tariq Shadid (chirurg van Palestijnse afkomst). Tijdens een bezoek aan de Gazastrook sprak ze met een verslaggever van het NOS-Journaal over de Palestijnse zelfmoordaanslagen: "Ik mag het niet zeggen, maar ik snap het wel. Als je geen hoop in het leven meer hebt, geen toekomstperspectief, wat moet je dan?" Later benadrukte ze, dat zij, ondanks haar begrip voor de achtergronden, de zelfmoordaanslagen veroordeelde. Op 8 januari 2003 bracht ze tijdens een anderhalf uur durende ontmoeting met Yasser Arafat het onderwerp op kritische wijze ter sprake. Hij zei tegenover haar zelfmoordacties af te keuren. Na afloop van het gesprek kwam Gretta Duisenberg gearmd met Arafat naar buiten en sloeg haar arm om hem heen voor het oog van de vele camera's.
De Nederlandse minister van Buitenlandse Zaken Jaap de Hoop Scheffer bekritiseerde Duisenberg, omdat ze voor haar privéreis naar Israël gebruikmaakte van een diplomatiek paspoort. Gretta Duisenberg reageerde met de mededeling dat zij geen ander paspoort had. Na haar terugkeer in Nederland noemde ze Arafat "het belegerde symbool van de Palestijnse natie", maar ook "een teleurstellend leider" met wie ze geen buitengewone lotsverbondenheid voelde. "Mijn lotsverbondenheid betreft daarentegen wél de burgers aan beide zijden van het conflict die zich blijven inzetten voor een rechtvaardige vrede."
In juni 2003 maakte Duisenberg, als oud-verpleegkundige, deel uit van de Medical Fact Finding Mission Palestine. Deze delegatie bestond, naast zijzelf, uit twee Nederlandse en drie Belgische artsen en werd georganiseerd door Stop de Bezetting. De delegatie werd georganiseerd in samenwerking met Geneeskunde voor de Derde Wereld, Artsen voor Vrede, de Union of Palestinian Medical Relief Committees, CODIP, het Vlaams Palestina Komitee en het Actieplatform Palestina. Aanleiding voor de missie was een noodoproep van het Internationale Rode Kruis, waarin werd verklaard dat het Israëlische leger de medische zorg in de Westelijke Jordaanoever en Gaza belemmerde.
Israël gaf de medici echter geen toestemming het land te betreden en stuurde hen met hetzelfde vliegtuig terug. Duisenberg mocht als enige delegatielid het land wel in, maar keerde uit solidariteit met haar delegatie terug naar Nederland. De SP en GroenLinks dienden naar aanleiding van de afwijzing van de delegatie schriftelijke Kamervragen in. De Nederlandse regering deelde mee uit hoofde van minister Jaap de Hoop Scheffer de kritiek op het beleid van de Israëlische regering te delen, maar hierin geen aanleiding voor verdere diplomatieke interventies te zien.
Op 11 oktober 2003 kondigde Duisenberg een nieuwe reis naar Israël en de bezette gebieden aan. Ze wilde samen met medestanders als menselijk schild dienen om Arafat te beschermen. De columnist Luuk Koelman schreef er een satirische column over die op zijn website en in het dagblad Metro werd gepubliceerd. Duisenberg werd in de column geportretteerd als iemand die vergeefs seksueel contact met Yasser Arafat zocht. Duisenberg spande een kort geding tegen Koelman aan en werd in het gelijk gesteld. Koelman moest de column van zijn website verwijderen en een rectificatie plaatsen. Hij begon een bodemprocedure die hij op 9 maart 2005 won, waarbij de rechter oordeelde dat de column wel een aantasting van de eer en goede naam van Duisenberg vormde, maar door het evident humoristische karakter ervan geen onrechtmatige daad inhield.
Duisenbergs reis vond plaats in januari 2004. Ze sloot zich aan bij de International Human Rights March.

### Stop de Muur (2004)
In februari van dat jaar richtten leden van Stop de Bezetting, samen met het Nederlands Palestina Komitee en de Palestijnse Gemeenschap Nederland de initiatiefgroep Stop de Muur op. De groep sprak zich uit tegen de barrière die Israël op de Westelijke Jordaanoever bouwt.
In oktober 2005 wilde Duisenberg opnieuw een bezoek brengen aan Palestijns gebied. De toegang tot Israël werd haar echter door Israël geweigerd, naar verluidt om veiligheidsredenen. Daardoor kon ze ook Palestijns gebied niet bereiken. Andere leden van de delegatie, waaronder de schrijver Mohammed Benzakour mochten het land wel in.

### Relatie met Palestijnen
Duisenberg had een goede relatie met PLO-voorzitter Yasser Arafat. Over Hamas heeft zij de uitspraak gedaan dat slechts enkelen binnen deze beweging, naar haar inzicht, terroristische neigingen hebben. Deze neigingen worden volgens haar vooral aangewakkerd door de staat Israël, die nodeloos agressief optreedt tegen de Palestijnen. Duisenberg stelt vooral de staat Israël verantwoordelijk voor de wandaden zoals die gepleegd zouden zijn tijdens de Intifada.

### Uitspraken volgensNieuwe Revu(2006)
In september 2006 kwam Duisenberg in het nieuws toen het weekblad Nieuwe Revu schreef dat zij in het bijzijn van een verslaggeefster gezegd zou hebben: "Israëli's liegen altijd. Dat zie je aan die koppen. Schoften zijn het". Over de ontvoering van twee Israëlische soldaten zou ze hebben gezegd: "Ik keur die ontvoeringen goed. Dit is hun (Hezbollah) enige manier om gevangenen vrij te krijgen. Wat me razend maakt is dat Nederland nu geen troepen wil sturen omdat ze bang zijn een Jood te raken."
Ook noemde Duisenberg in het artikel dat in Nieuwe Revu verscheen, wederom het getal van zes miljoen, dit keer als het aantal handtekeningen dat ze op wil halen voor een nieuw op te richten politieke partij. "Wat heb jij toch met dat getal?", wordt er gevraagd. Gretta's reactie: "Ik weet het ook niet, gek he?".
In een reactie op het artikel vertelde Duisenberg in het televisieprogramma Pauw & Witteman dat ze inderdaad een grapje had gemaakt over het getal zes miljoen, omdat ze daar zo vaak mee in verband wordt gebracht. Duisenberg ontkende dat ze de andere gewraakte uitlatingen had gedaan. Volgens haar waren die delen uit het artikel "Aperte onjuistheden. Smerigheid." Om die reden probeerde Duisenberg publicatie van het artikel te voorkomen. Volgens de hoofdredacteur van Nieuwe Revu had ze voor publicatie tot tweemaal toe het aanbod gekregen het artikel te herzien. Zij ging hier volgens hem niet op in. Op 6 september overwoog Duisenberg juridische stappen tegen Nieuwe Revu en de journaliste te nemen, wegens het opzettelijk verdraaien van uitspraken en feiten en daarmee het beschadigen van haar naam en politieke boodschap. Uiteindelijk heeft ze dit echter niet gedaan.

### Demonstratie tegen Israëlische inval in Gaza (2009)

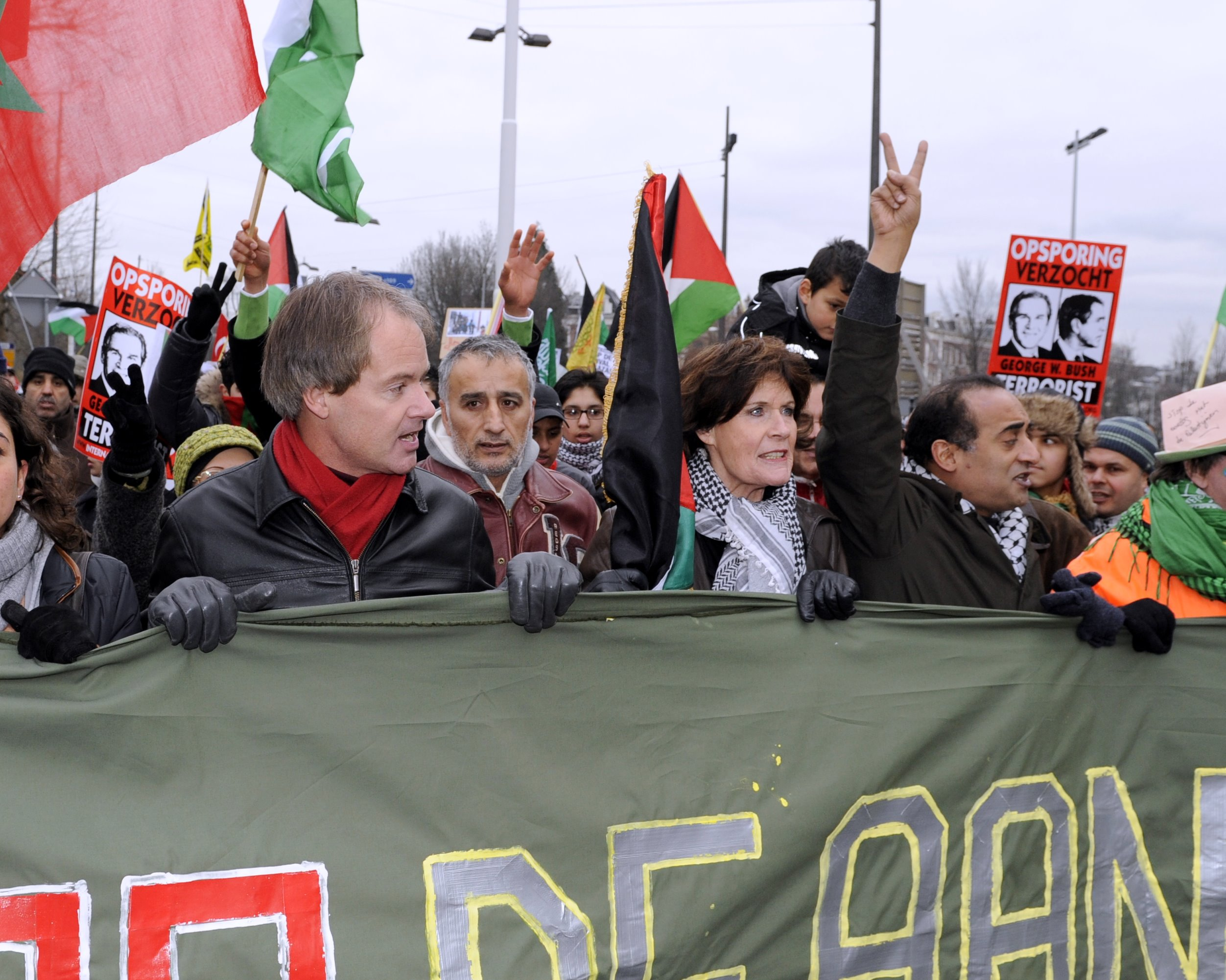
Museumplein, 3 januari 2009 Harry van Bommel en Gretta Duisenberg

Op 3 januari 2009 liep Gretta Duisenberg met enkele duizenden anderen mee in een demonstratie in Amsterdam tegen de Israëlische inval in de Gaza-strook die begon op 27 december 2008, volgens Israël als reactie op aanhoudende raketbeschietingen vanuit de Gazastrook, en waarbij ruim 1300 Palestijnse slachtoffers vielen. Tijdens die demonstratie deden Duisenberg en SP-Kamerlid Harry van Bommel mee met de gescandeerde leus "Intifada, intifada, Palestina vrij!".
De Nederlandse advocaat Abraham Moszkowicz kondigde op 13 januari 2009 aan tegen Gretta Duisenberg, Harry van Bommel en ook diens SP-fractiegenote Sadet Karabulut aangifte te doen wegens het aanzetten tot haat, geweld of discriminatie. Deze aangifte leidde niet tot vervolging. Het Openbaar Ministerie oordeelde dat de leus "Intifada, intifada, Palestina vrij!" niet strafbaar is, omdat deze niet gericht is tegen Joden in het algemeen.

### Islam Online/ De Pers/ Nieuwwij.nl (2010)
De website Islam Online tekent uit de mond van Duisenberg op dat "radicale Joden" een beslissende invloed op het Nederlands beleid zouden hebben en verwijst naar de volgens haar zeer sterke en invloedrijke Joodse lobby in Nederland. Gretta Duisenberg herhaalt haar uitspraken in een e-mail tegenover het dagblad De Pers en stelt: "de orthodoxe christenen domineren, net als de orthodoxe Joden, onze regering en die van de Verenigde Staten." Vervolgens past Duisenberg dit in een telefoongesprek met De Pers ook aan. Op de vraag dat het dus niet ‘radicale’ maar ‘orthodoxe joden’ zijn die de regering domineren, antwoordt Duisenberg dat zij zich in de e-mail "door de haast heeft vergist": "Ik wilde niet orthodoxe joden schrijven, maar zionistische joden. Díe domineren, met orthodoxe christenen, de regering." Duisenberg kon deze zionistische Joden overigens niet bij naam noemen.
In een interview met de website Nieuwwij.nl herhaalt Duisenberg dat er een sterke Joodse lobby is in Nederland. In dit interview doet ze ook de uitspraak dat antisemiet "bijna een eretitel" wordt. Later in het gesprek meende ze dat Joden "zogenaamd het uitverkoren volk" zijn, hetgeen ze vergeleek met de opvatting van nazi’s over Ariërs. Deze uitspraken leidden tot ophef bij de Joodse gemeenschap in Nederland. Herman Loonstein van Federatief Joods Nederland (FJN) achtte Duisenberg om deze uitspraken "zonneklaar een smerige antisemiet, een ware Jodenhaatster". Daaraan toevoegend: "Ze is daar nota bene nog trots op ook. En dat in een periode waarin we herdenken hoe 65 jaar geleden een einde kwam aan de Holocaust."

### Aangiften tegen Elsevier, Afshin Ellian en PowNews (2010)
In november 2010 deed Duisenberg aangifte tegen het weekblad Elsevier, de columnist Afshin Ellian en het tv-programma PowNews wegens smaad en laster. Duisenberg werd in een column in het weekblad en in een weblog op de website van Elsevier antisemiet genoemd door Ellian. Ook Rutger Castricum, verslaggever van PowNews, noemde Duisenberg antisemiet, nadat hij haar een bloemetje aanbood in verband met de Dag van de solidariteit met het Palestijnse volk. Het Openbaar Ministerie oordeelde dat deze uitingen niet strafbaar waren en ging niet tot vervolging over.

## Prijzen
- Begin december 2002 kende de Vlaamse Liga voor Mensenrechten haar de jaarlijkse Prijs voor Mensenrechten toe voor haar "niet aflatende en moedige strijd voor de fundamentele rechten van het Palestijnse volk". Een week later nam zij deze in ontvangst in tegenwoordigheid van haar man[26][27][28].